# Castelvetro di Modena
Castelvetro di Modena (emilián nyelven Castelvéder) település Olaszországban, Emilia-Romagna régióban, Modena megyében. Lakosainak száma 11 101 fő (2023. január 1.). Castelvetro di Modena Formigine, Maranello, Marano sul Panaro, Serramazzoni, Vignola és Spilamberto községekkel határos.

## Népesség
A település lakossága az elmúlt években az alábbi módon változott:
| Lakosok száma | 11 195 | 11 303 | 11 101 |
|               | 2017   | 2018   | 2023   |